# 宇治谷義英
宇治谷 義英（うじたに よしひで）は、日本の文学者。法政大学国際文化学部教授。

## 略歴
法政大学文学部英文学科卒業後、法政大学大学院人文科学研究科へ進学し英文学を専攻。大学院在学中、春日部市立病院附属高等看護学院にて非常勤講師を務める。1999年に博士後期満期退学し法政大学第一教養部、法政大学経済学部、城西大学の非常勤講師を経て2003年より、法政大学法学部助教授となる。2015年から法政大学国際文化学部教授。

## 著作等

### 論文
- 『'Ay, there's the rub'--Hamletに見る役者たちの指紋』（『言語と文化』第9号 (9) 1-20 2012年）
- 『Lorenzoの独り言：The Spanish Tragedyから考える役者，観客，そして作家』（『言語と文化』第11号 (11) 1-13 2014年）
- 『「越境」の先には―Troilus and Cressidaを中心に』（『言語と文化』第19号 (19) 21-38 2022年）

## 専門分野
- イギリス文学
- イギリス演劇